# 楊桃
楊桃（学名：Averrhoa carambola）又稱阳桃、洋桃、五斂子，古名萇楚、銚芅、劉杙。是酢漿草科洋桃屬的常綠灌木或小喬木。原產於熱帶印度、印尼和斯里蘭卡一帶熱帶亞洲。閩人稱為楊桃，因經大洋而來，廣東人包括香港，亦稱為洋桃。其果實大小約直徑6-8厘米，可作食用，以水果或當料理的食材来吃，如沙拉、西式鹹菜、蜜餞等，味道像梨。

## 營養成分
楊桃鮮果內含蔗糖、果糖、葡萄糖，其含各種營養成份。楊桃鮮果營養成份經分析，含有：水分91.7%、蛋白質0.72%、脂肪0.75%、粗纖維0.23%、灰分0.42%、醣類3.4%、並含蘋果酸、檸檬酸、草酸及維他命A、B1、B2、C等。

## 食用
楊桃是水分很多的水果，果汁清涼可口，解渴消暑，更有獨特的風味。果實除生食外，亦可製造罐頭、果汁、果醬或蜜餞，尤其釀酒更是味美而香醇。酸味品種，多用來製果汁、蜜餞和果醬，它具有特殊的風味，適合塗在吐司麵包或饅頭上素食用。楊桃除鮮食外還可製果醬、果汁、果膏，另外亦可製成蜜餞，吃四果冰時酸酸甜甜十分可口，果實釀酒時風味清香，是應用極為廣泛的水果種類。
文獻及案例報告指出，楊桃中的草酸及楊桃毒素為致使腎功能及神經功能作用異常的物質；除了慢性腎臟病病患外，正常腎功能民眾也可能在食用楊桃後出現神經毒性及腎毒性。然而在食用楊桃的型態、份量及治療方針皆無定論的情況下，食用楊桃應格外注意，建議一天勿食用一顆以上的楊桃，也避免長期食用；若短時間食用過量或者空腹食用楊桃，應多補充水分並密切注意是否出現噁心嘔吐及打嗝、意識改變等症狀，若出現腸胃及神經官能症狀，須盡速就醫治療並主動告知醫護人員，及時診斷、治療，避免憾事發生。

## 藥用

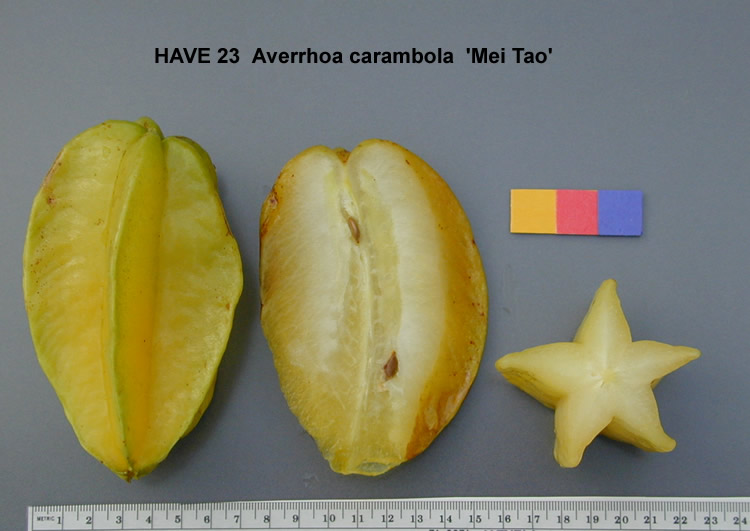
切開的楊桃，獨特的五角星狀果實截面

《本草綱目》載：楊桃「果，主風熱，生津，止渴。」中藥傳統使用具有下氣和中、清熱止渴、生津消煩、利尿、解毒、醒酒、助消化等功效。用治風熱咳嗽、口渴煩躁、咽喉疼痛、口腔炎 、牙痛、肝病、小便不利、結石症、壞血病、食毒酒毒。
楊桃根具有濇精、止血、止痛功效。用治頭風痛、關節痛、心區痛、遺精、流鼻血。
楊桃枝葉具有散熱毒、利小便功效。用治血熱瘙癢、發熱頭痛、疥癬、水痘。
花具有清熱功效。用治往來寒熱。水土不服與瘧疾者，楊桃脯漬白蜜食之有效。
中國醫藥學院中國藥學研究所邱年永教授表示楊桃根、枝、葉、花、果均可供藥用。
在藥用植物學上楊桃被稱為「五斂子」。《本草綱目》指出：五斂子，實去風熱、生津止渴。葉敷腫毒、拔膿生肌。花能治心病、根治中毒、樹皮治紅色粟粒疹。」
楊桃性涼，具利尿作用，對降血壓、驅暑降火有顯著的效果。
楊桃亦有助於止咳化痰、順氣潤肺、保護氣管。切片沾鹽吃，可改善喉嚨疼痛與聲音沙啞；榨汁喝則改善口腔潰瘍、口角炎。
對消化系統幫助亦甚大，如胸悶欲嘔、消化不良、腹脹打嗝，只要多吃楊桃，症狀便能逐漸減輕。
依民間經驗，楊桃有治療聲音沙啞、喉痛等功效。將楊桃剝成五稜或切片，沾少數食鹽或榨出果汁加少數食鹽食用，據說效果奇佳。平時生食亦有生津止渴，順氣潤肺，去風熱，利尿等功用。楊桃有利尿、止血，特別是痔瘡出血時。在巴西，則把它當成利尿劑。並對於瘧蟲有抗生作用。

## 生產
台灣全年均可生產，盛產期南部6月到翌年3月，中部7月到翌年4月，全年中以3月生產最多。產區多集中在中、南部平地 。種植面積1642公頃，產量約2萬6516公噸，面積以台南縣最多，苗栗縣次之，第三為彰化縣。台南縣種植面積為648公頃，主要產區集中在楠西鄉，約543公頃，品種以秤錘種、馬來西亞種及紅龍種居多，是一種全年都可生產的水果，但秋、冬季為楊桃品質最佳季節。

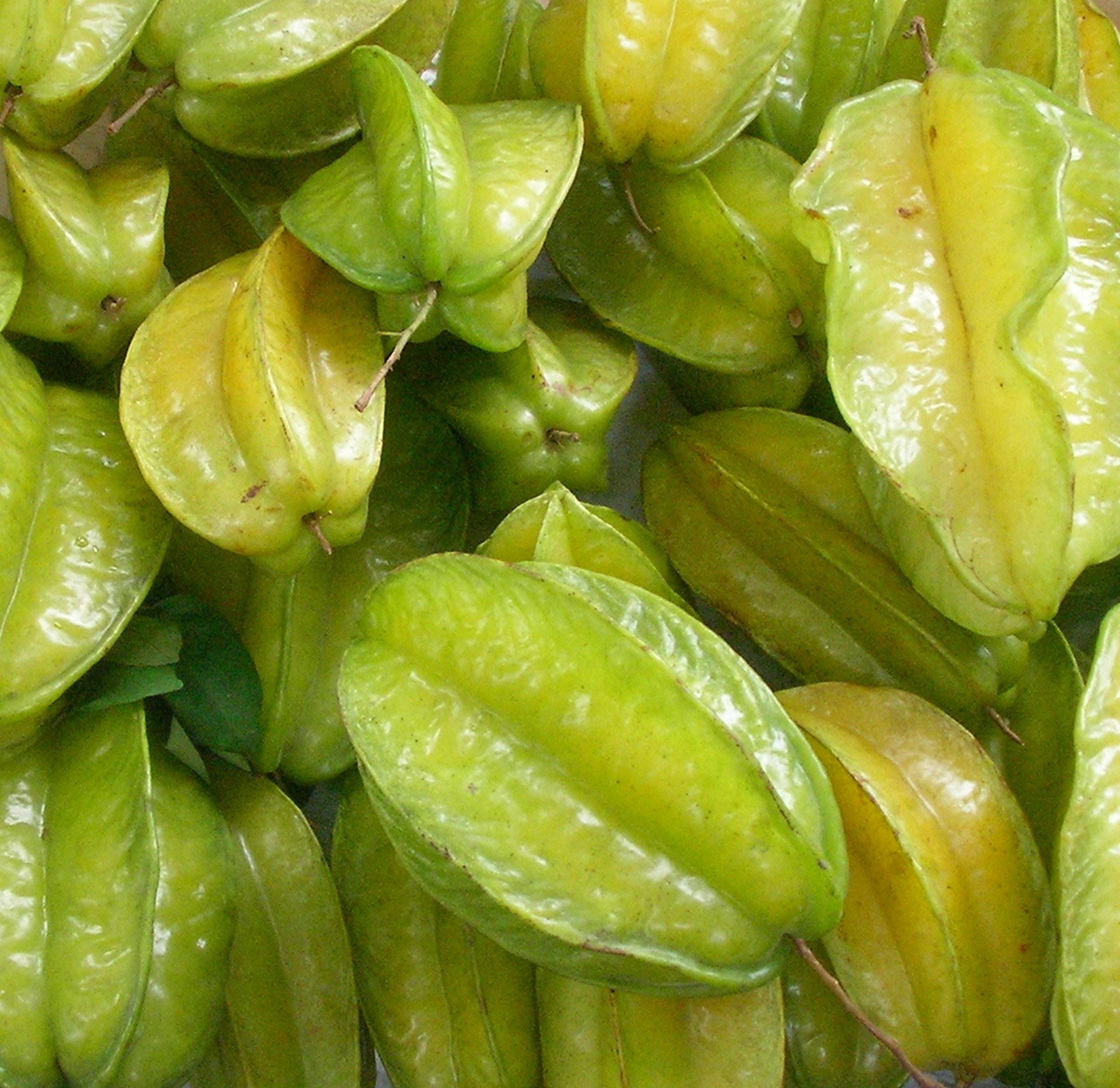

台灣楊桃是台灣當前出口中國大陸的五種主要水果之一（包括柚子、檳榔、芒果、楊桃、蓮霧五種），是中國大陸消費者所至愛的台灣水果。

## 禁忌
楊桃含有豐富的鉀離子，一般人食用可代謝，但腎病患者無法將負荷太多的過濾能力排出體外，導致中毒。累積之結果會對身體中樞神經產生影響，正常情況之下會被人體腎臟給予排除，但重度腎臟病患或是尿毒症病人，會因神經毒素無法排除而產生中毒症狀。
有报道称，透析和尿毒症患者的中毒是由果实中存在的一种名为杨桃毒素的神经毒素引起的。这种毒素通常由肾脏过滤，但透析患者或患有肾功能不全的患者在饮用果汁后可能会出现严重症状，在少数情况下会致命。
楊桃亦含有微毒物質草酸，部份腎病病人進食楊桃後，無法將草酸排出體外，除草酸會與人體中鈣離子結合產生結石，腎病病人進食少量亦有機會中毒。病人中毒後會出現神志不清的徵狀，但一般健康人進食沒有問題。全台灣大約有260萬人有慢性腎臟病，即使是洗腎的病患，不小心吃進楊桃亦會引致中毒。中毒现象可能有精神错乱、癫痫甚至死亡。
楊桃亦含有一些物質，能使口服藥物在腸道大部份沒有被代謝而進入血液循環系統，加強了藥效。藥物如抗高血脂藥他汀（Statin）並不適合與楊桃同食。因此與西柚的情況相似，其他不建議與西柚同吃的藥物都不應與楊桃同吃。

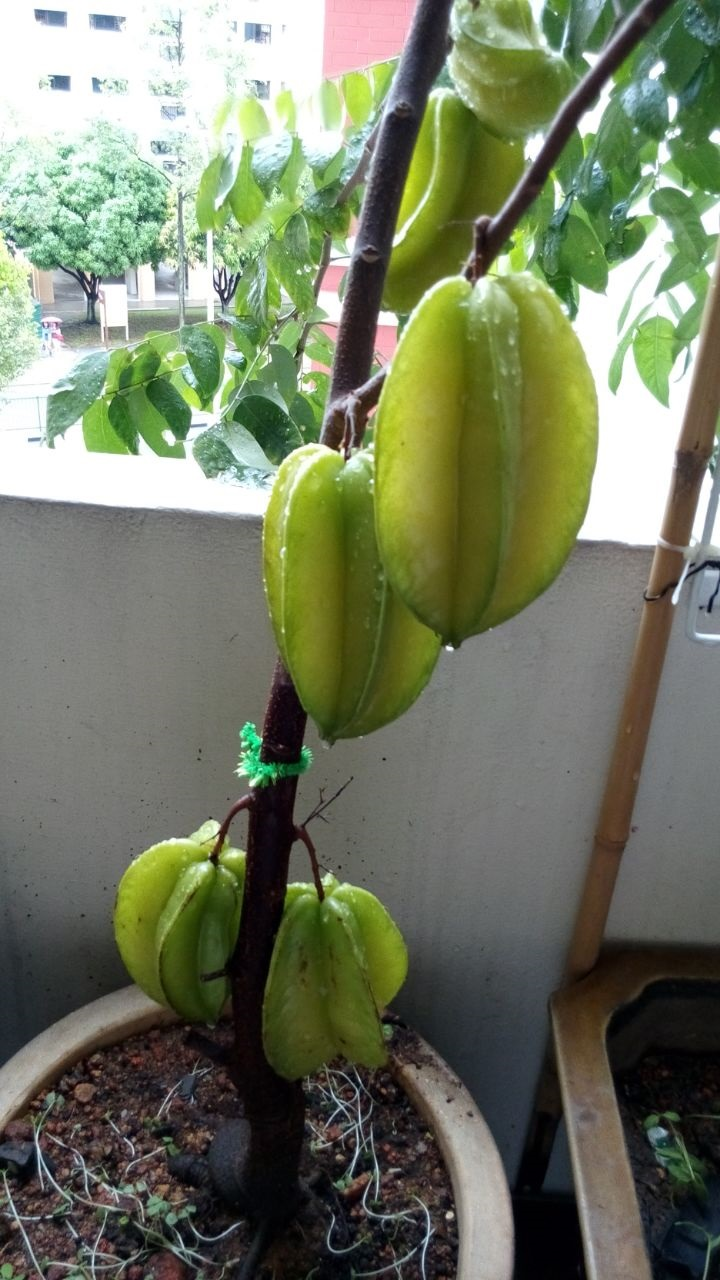
新加坡杨桃